# ويليام كونان ديفيس
ويليام كونان ديفيس (بالإنجليزية: William Conan Davis)‏ هو عالم أمريكي، ولد في 22 أغسطس 1926 في وايكروس في الولايات المتحدة.